# نظام الدرع القتالي
نظام الدرع القتالي عبارة عن نظام أسلحة بحرية أمريكي متكامل طورته شعبة الرادار والسطح، وينتج الآن من قبل شركة لوكهيد مارتن. ويستخدم تكنولوجيا الكمبيوتر والرادار القوية لتتبع وتوجيه الأسلحة لتدمير أهداف العدو.
استخدم النظام في البداية من قبل البحرية الأمريكية ، ويستخدم الآن في قوة الدفاع الذاتي البحرية اليابانية،والبحرية الإسبانية، والبحرية النرويجية الملكية وبحرية كوريا الجنوبية، والبحرية الملكية الأسترالية. وقد تم نشر أكثر من 100 سفينة مجهزة بنظام الدرع القتالي.كما انه جزء من نظام الدفاع الصاروخي الأوروبي التابع للناتو.